# Veselin Vujović
Veselin Vujović (Cetinje, 18. siječnja 1961.), bivši je crnogorski rukometaš, danas trener.

## Igračka karijera

### Klupska karijera
Rukometnu karijeru je započeo u RK Lovćen, te nastavio u šabačkoj Metaloplastici, koja je tada bila jedna od vodećih jugoslavenskih klubova. Nakon Šapca, otišao je u Barcelonu, s kojom je osvojio EHF Ligu prvaka, a karijeru je svršio u Granollersu. Uz onu u s Barcelonom, Vujović je osvojio još dva Kupa prvaka s Metaloplastikom (1985. i 1986.). Drugo mjesto u Kupu prvaka osvojio je 1984. s Metaloplastikom, a u finalu izgubili su od praške Dukle te 1990. s Barcelonom, a u finalu je bio bolji SKA iz Minska. Godine 1986. imenovan je za najboljeg športaša Jugoslavije, a dvije godine kasnije, bio je počašćen imenovanjem za prvoga Igrača godine IHF-a.

### Reprezentativna karijera
Vujović je bio član jugoslavenskih reprezentacija koje su nastupile na Olimpijadama 1984. i 1988. te su osvojile zlatnu i brončanu medalju, kao i na svjetskom prvenstvu 1986., gdje su osvajaju zlato.

## Trenerska karijera
Igračku karijeru završio je 2000. godine te je od tada radio na nekoliko trenerskih i izborničkih mjesta i živio u Sloveniji te se tamo obrazovao na kineziološkom fakultetu. U Skopju, u klubu RK Vardar, osvojio je i prvo izdanje SEHA Lige. Dana 21. rujna 2014. postao je trenerom RK Zagreb, sve do 17. listopada 2016. kada ga je uprava smijenila zbog četiri uzastopna poraza u Ligi prvaka. Na klupu Zagreba vraća se u rujnu 2019. Nakon toga radio je kao izbornik Slovenije s kojom je osvojio brončanu medalju na SP 2017 i kao trener RK Zagreb.